# 宁濮郡王
宁濮郡王，中国古代封爵之一。

## 元朝
为元朝诸王第六等级封号之一，为龟纽银印王。
- 赤窟，追封宁濮郡王，尚太祖第三女郓国公主秃满伦。
- 昌吉，赤窟曾孙，封宁濮郡王，尚郓国大长公主忙哥台。